# Martin Blümcke
Martin Blümcke (* 6. Juli 1935 in Sorau, Niederlausitz) ist ein deutscher Rundfunkjournalist und Autor von volks- und landeskundlichen Schriften sowie Herausgeber zahlreicher Bücher zu Tradition und Leben im Südwesten von Deutschland. Dabei thematisierte er immer auch die Probleme der Landstriche zwischen Main und Bodensee.

## Familie
Martin Blümcke ist der älteste Sohn von Adolf Blümcke (1899–1990), Diplomingenieur und Dozent an der Sorauer Textilingenieurschule, und dessen Ehefrau Alice, geb. Gesell (1904–2001). Er wuchs mit drei Geschwistern auf.
1973 ging er seine erste Ehe ein, aus der zwei Söhne hervor gingen. Ein Sohn ist der Kommunalpolitiker und Oberbürgermeister von Friedrichshafen Simon Blümcke. Inzwischen ist er in zweiter Ehe verheiratet.

## Kindheit und Jugend
Blümcke wuchs zunächst in der preußischen Kreisstadt Sorau auf. Als gegen Kriegsende die Rote Armee näherrückte, brachte der Vater die Familie am 11. Februar 1945 zum Sorauer Bahnhof, damit sie bei Verwandten im Westerwald in Sicherheit kämen. Der Vater selbst war zum Volkssturm einberufen, kam später in Gefangenschaft. Mit einem Lazarettzug gelangten sie über Dresden (einen Tag vor dem schweren Bombenhagel) und Leipzig, wo sie bei Verwandten nächtigen konnten, auf beschwerlichen und gefährlichen Wegen nach weiteren sechs Tagen in Vielbach (Kreis Montabaur), der Heimat seines Vaters, an. Zunächst wohnten sie dort bei Onkel, Tanten und der Großmutter in einer Mühle mit Bauernhaus.

## Werdegang

### Schule
Am Ort gab es für Blümcke nur die einklassige Volksschule, im September 1946 legte er in Montabaur erfolgreich die Aufnahmeprüfung für das Gymnasium ab. Er belegte jedoch keines der dortigen, vielmehr zog er aus der französischen Besatzungszone zu Verwandten ins 150 km entfernte britisch kontrollierte Rheydt, um dort bis zum Abitur 1955 das Hugo-Junkers-Gymnasium zu besuchen.

### Studium
Seine Eltern waren mittlerweile nach Reutlingen verzogen, wo sein Vater seit 1947 als Dozent an der Textilingenieurschule tätig war. Dahin zog er nach bestandenem Abitur, um in Tübingen von 1955 bis 1965 Germanistik, Volkskunde und Geschichte zu studieren.
Ab Frühjahr 1957 hatte er ein – für seine spätere Tätigkeit bedeutsames – Intermezzo auf Schloss Langenburg ob der Jagst, wo er auf Vermittlung seines Professors Helmut Dölker von Gottfried zu Hohenlohe-Langenburg als „Hauslehrer“ für dessen Söhne angestellt wurde. Gottfried zu Hohenlohe-Langenburg erzählte Blümcke viel von seinen Reisen an die europäischen Höfe; Blümcke bedauerte später, kein Tagebuch darüber geführt zu haben. An den freien Vormittagen stöberte er in der Bibliothek des Kapellenturms, wo er Titel bis Mitte des 19. Jahrhunderts vorfand. Bei einem der jährlichen Besuche von Prinz Philip Mountbatten, des jüngeren Bruders der Gattin des Hausherrn Margarita von Griechenland, konnte er sich mit diesem auf Deutsch über die Ostkolonisation und über die deutsche Geschichte, insbesondere Ostpreußen sowie das Baltikum unterhalten. Des Öfteren kehrte er dort bei Pfarrer Rudolf Schlauch in Bächlingen ein, von dem und dessen Frau Ingaruth er alles über die damals noch agrarisch grüne Pastorale um Tauber, Jagst und Kocher erfuhr. Auf einer Treibjagd freundete er sich mit dem gleichaltrigen Erbprinzen Kraft zu Hohenlohe-Langenburg an. Der versprach ihm, ihn zum Nachfolger des Neuensteiner Archivars Karl Schumm zu machen, wenn er dereinst selbst das Ruder übernommen habe. Gottfried zu Hohenlohe-Langenburg hätte den Hauslehrer Blümcke gerne noch für ein weiteres Jahr zur Unterrichtung seiner Söhne in Latein behalten. Dieser zog es jedoch zu Ostern 1958 vor, an die Universität zurückzukehren.
Nach dem Grundstudium an der Philosophischen Fakultät in Tübingen kam er Ende der 1950er zur Spezialisierung in den von ihm gewählten Fächern Landesgeschichte und Volkskunde an das Ludwig-Uhland-Institut für Volkskunde und Mundartforschung (jetzt Institut für Empirische Kulturwissenschaft EKW) auf dem Tübinger Schloss. Einen Studienabschluss legte er nicht ab.

### Heimat- und Volkskunde als Beruf
Als ursprüngliches Berufsziel hatte Blümcke eine Tätigkeit als Archivar oder Bibliothekar angepeilt.
Ab 1966 war Blümcke Kulturredakteur des Süddeutschen Rundfunks in Stuttgart. Mit der Pensionierung Kutters 1970 übernahm er bis 1998 (Fusion SDR und SWF) die Redaktionsleitung. Im Jahr 2000 trat er in den Ruhestand.

## Ehrenamtliche Tätigkeiten
Beruf und Ehrenamt waren in Blümckes Position eng verflochten. Denkmalspflege und Stadtsanierung waren ihm seit den frühen 1970er Jahren sowohl beim SDR wie später in seinen schriftlichen Publikationen ein wichtiges Thema.
Blümcke wurde 1975 Mitglied des Vorstands des Schwäbischen Heimatbunds und 1983 dessen stellvertretender Vorsitzender. Von 1991 bis 2005 war er schließlich Vorsitzender. 1991 erfolgte auf Blümckes Initiative die Vergabe des ersten Kulturlandschaftspreises des Schwäbischen Heimatbundes in Marbach-Rielingshausen mit dem damaligen Umweltminister Erwin Vetter. Von 1983 bis 2011 war Blümcke auch verantwortlicher Redakteur und Herausgeber der Verbandszeitschrift Schwäbische Heimat. Von 1983 bis 2011 hat er als verantwortlicher Redakteur und Herausgeber unzählige Artikel in insgesamt 117 Heften der Vierteljahreszeitschrift gelesen und redigiert, teils selbst verfasst.
Blümcke war zudem ab 1971 Pressereferent der Vereinigung Schwäbisch-Alemannischer Narrenzünfte (VSAN). Von 1980 bis 2001 war er Vorsitzender des Förderverein des Narrenschopfs Bad Dürrheim.
Als Vorsitzender des Förderkreises deutscher Schriftsteller in Baden-Württemberg war er für die Ausgestaltung des Thaddäus-Troll-Preises als Landespreis für Literatur verantwortlich.
Seit 2000 lebt er in Laufenburg und übernahm dort 2004 das Amt des Stadtarchivars. Zudem übernahm er die Aufgabe des Pfarrarchivars in Hochsal.
Daneben verfasste er etliche heimat- und landeskundliche Bücher und Schriften, unter anderem zur schwäbisch-alemannischen Fastnacht.

## Mitgliedschaften
- Studentenverbindung AMV Stochdorphia Tübingen[27]
- Schwäbischer Heimatbund
- Narro-Altfischerzunft 1386 Laufenburg[28]
- Korrespondierendes Mitglied der Historischen Kommission für geschichtliche Landeskunde in Baden-Württemberg (KgL)[29]
- Mitglied der Jury des Schubart-Preises der Stadt Aalen[29]
- Vorsitzender im Förderkreis deutscher Schriftsteller Baden-Württemberg (FdS)[12][30]
- Mitglied in verschiedenen Beratungsgremien und Preisgerichten[12]

## Ehrungen
- 1994: Verdienstmedaille des Landes Baden-Württemberg[31]
- 2004:  Medaille für besondere Verdienste um die Heimat Baden-Württemberg[32]
- 2005: Ehrenvorsitzender des Schwäbischen Heimatbundes[33]
- 2012: Verdienstkreuz 1. Klasse der Bundesrepublik Deutschland[34]
- 2014: Ehrenmitglied des Museumsvereins Laufenburg AG[35]

## Werke (Auswahl)
- Martin Blümcke, Otto Rombach: Im Herzen Württembergs – Neckarland zwischen Stromberg und Ludwigsburg, Enz und Bottwartal. 1979 2. Auflage. Konrad Theiss Verlag, Stuttgart 1973, ISBN 3-8062-0120-X (176 S.).
- Carl Theodor Griesinger (Autor), Martin Blümcke (Hrsg., Vorwort): Schwäbische Arche Noah – Eine heitere Charakterkunde. 1979 2. Auflage. Konrad Theiss Verlag, Stuttgart/Aalen 1975, ISBN 3-8062-0135-8 (256 S.).
- Martin Blümcke (Text und Bildrecherche): Schwäbische Alb, HB-Bildatlas 12. Hrsg.: Ulrike Klugmann. HB Verlags- und Vertriebsgesellschaft, Hamburg 1978, ISBN 3-616-06012-5 (98 S.).
- Michel Eberhardt, Martin Blümcke (Vorwort, Einführung): Adam ond Eva em Paradies. Hrsg.: Martin Blümcke, Heidi-Barbara Kloos. Konrad Theiss Verlag, Stuttgart/Aalen 1980, ISBN 3-8062-0240-0 (234 S.).
- Martin Blümcke: Unser schönes Baden-Württemberg – Huldigung an ein heiteres Land. Our beautiful Baden-Württemberg – homage to a fair state. Notre beau Baden-Württemberg. 1986 3., 1988 4. Auflage. Umschau-Verlag, Frankfurt a.M. 1981, ISBN 3-524-63027-8 (deutsch, englisch, französisch, 127 S., Originaltitel: Unser schönes Baden-Württemberg. Übersetzt von Michael Townsend (engl.), Guy Brahami (franz.)).
- Martin Blümcke: Abschied von der Dorfidylle? Ein Lesebuch vom Leben und Arbeiten im deutschen Südwesten in den letzten 200 Jahren. Konrad Theiss Verlag, Stuttgart/Aalen 1982, ISBN 3-8062-0316-4 (320 S.).
- Martin Blümcke, Elke und Herbert Schwedt: Masken und Maskenschnitzer der schwäbisch-alemannischen Fasnacht. Forschungen und Berichte zur Volkskunde in Baden-Württemberg. Konrad Theiss Verlag, Stuttgart 1984, ISBN 3-8062-0785-2 (204 S.).
- Martin Blümcke: Gestalten der schwäbisch-alemannischen Fasnacht. Südkurier Verlag, Konstanz 1989, ISBN 3-87799-050-9 (248 S.).
- Martin Blümcke, Susanne Wetterich, Heinz Wittner: Tour de Ländle 1: 18 Tagesausflüge um Land und Leute kennenzulernen. 2003 Tour de Ländle 03, 2. Auflage. Deutscher Wanderverlag Dr. Mair & Schnabel und Co, Stuttgart 1990, ISBN 3-8134-0228-2 (144 S.).
- Martin Blümcke: Baden-Württemberg – Daheim in einem schönen Land. 1997 2. Auflage. DRW-Verlag, Leinfelden-Echterdingen 1993, ISBN 3-87181-289-7 (96 S.).
- Martin Blümcke: Karl Julius Weber, der Demokrit aus Hohenlohe (1767-1832). Mit der Diskussion über den Büchernachdruck in der Zweiten Württembergischen Kammer im Jahre 1821. Verlag Deutsche Schillerges., Marbach/Neckar 1996, ISBN 3-929146-22-3 (108 S.).
- Martin Blümcke, Joachim Feist: Reutlingen. Bild-Textband. Konrad Theiss Verlag, Stuttgart 1998, ISBN 3-8062-0514-0 (125 S.).
- Martin Blümcke: Wiedergründung der Vereinigung Schwäbisch-Alemannischer Narrenzünfte (S. 103 ff) / Wilhelm Kutter – der „Kulturreferent“ der Vereinigung. Erforscher und Förderer der schwäbisch-alemannischen Fastnacht – Vater des Narrenschopfs (S. 127 ff). In: Vereinigung schwäbisch-alemannischer Narrenzünfte (Hrsg.): Zur Geschichte der organisierten Fastnacht. dold.verlag, Vöhrenbach 1999, ISBN 3-927677-17-5.
- Siegfried Baier, Martin Blümcke (Vorwort): Das Hohenloher Land. Fotobildband. Hrsg.: Knut Siewert. Verlag Baier, Crailsheim 2001, ISBN 3-929233-13-4.
- Martin Blümcke, Norbert Kustos: Baden-Württemberg. Baden-Württemberg / Le Bade-Wurtemberg. Verlag Ellert & Richter, Hamburg 2002, ISBN 3-8319-0028-0 (152 S.).
- Martin Blümcke: Alltagskultur in Baden-Württemberg. Schriften zur politischen Landeskunde Baden-Württembergs Bd. 30. Kohlhammer Verlag, Stuttgart 2003, ISBN 3-17-017452-5 (203 S.).
- Martin Blümcke: Der Schwarzwald. Verlag Silberburg, Tübingen 2004, ISBN 3-87407-630-X (deutsch, englisch, französisch, spanisch, 176 S., Originaltitel: Der Schwarzwald. Übersetzt von Hamida Aziz (engl.), Claudine und Jürgen Bartelheimer (franz.), Esteban Santori (span.)).
- Siegfried Baier, Folker Förtsch (Textbeiträge), Martin Blümcke (Einführung): Hohenlohe. Fotobildband. Verlag Baier, Crailsheim 2006, ISBN 3-929233-63-0 (95 S.).
- Martin Blümcke (Autor), Winfried Aßfalg und Siegfried Geyer (Fotografen): Schlösser in Oberschwaben – Geschichte und Geschichten. 2008 2. Auflage. Verlag Silberburg, Tübingen 2006, ISBN 3-87407-692-X (160 S.).
- Martin Blümcke, Franz Schwendemann: Heimatbriefe für die Soldaten der Stadt Laufenburg (Baden). Die erste umfassende Darstellung von Laufenburg während der Nazi-Zeit. Hrsg.: Stadt Laufenburg / Baden. Druckerei Rößler, Laufenburg 2019, ISBN 978-3-00-064319-4 (464 S.).[36][37]
- Martin Blümcke, Franz Schwendemann: 25 Personen der Stadtgeschichte in Laufenburger Straßennamen. Hrsg.: Stadt Laufenburg / Baden. Laufenburg 2022 (29 S.).
- Hermine Böhler „Zur Post“ (1860–1930), Chronistin (handschriftlich), aufbereitet und erläutert von Martin Blümcke: Denksteine der Vergangenheit – Altlaufenburger Erinnerungen. Geschichten aus der Zeit von 1840 bis 1925. Hrsg.: Martin Blümcke im Auftrag der Stadt Laufenburg / Baden. Druckerei Rößler, Laufenburg 2023 (92 S.).[38]
- Martin Blümcke: Exkursionen – Lehrgänge mit Helmut Dölker. In: Sabine Zinn-Thomas, Angelika Merk (Red.): Feld & Wege. 100 Jahre Forschung und Dokumentation – von der Volkskunde zur Alltagskultur. Jubiläumsband, Landesstelle für Alltagkultur. Landesmuseum Württemberg, Stuttgart 2023, ISBN 978-3-00-076583-4, S. 38–45.